# 84-й меридіан західної довготи
84-й меридіан західної довготи — лінія довготи, що лежить на 84 градуси західніше Гринвіцького меридіана. Вона проходить від Північного полюса через Північний Льодовитий океан, Північну Америку, Атлантичний океан, Центральну Америку, Тихий океан, Південний океан та Антарктиду до Південного полюса.
84-й меридіан західної довготи формує велике коло разом із 96-тим меридіаном східної довготи.

## Список географічних об'єктів, що перетинає 84° зх. д.
Починаючи на Північному полюсі та рухаючись до Південного полюса, 84-й меридіан західної довготи проходить через:
| Координати                                                 | Країна, територія або море | Примітки                                                                             |
| ---------------------------------------------------------- | -------------------------- | ------------------------------------------------------------------------------------ |
| 90°0′ пн. ш. 84°0′ зх. д. / 90.000° пн. ш. 84.000° зх. д.  | Північний Льодовитий океан |                                                                                      |
| 82°22′ пн. ш. 84°0′ зх. д. / 82.367° пн. ш. 84.000° зх. д. | Канада                     | Нунавут — проходить через острови Елсмір і Лендсліп[en]                              |
| 76°25′ пн. ш. 84°0′ зх. д. / 76.417° пн. ш. 84.000° зх. д. | Протока Джонс[en]          |                                                                                      |
| 75°49′ пн. ш. 84°0′ зх. д. / 75.817° пн. ш. 84.000° зх. д. | Канада                     | Нунавут — проходить через острів Девон                                               |
| 74°32′ пн. ш. 84°0′ зх. д. / 74.533° пн. ш. 84.000° зх. д. | Протока Ланкастер          |                                                                                      |
| 73°31′ пн. ш. 84°0′ зх. д. / 73.517° пн. ш. 84.000° зх. д. | Канада                     | Нунавут — проходить через Баффінову Землю                                            |
| 69°59′ пн. ш. 84°0′ зх. д. / 69.983° пн. ш. 84.000° зх. д. | Протока Ф'юрі-енд-Хекла    |                                                                                      |
| 69°46′ пн. ш. 84°0′ зх. д. / 69.767° пн. ш. 84.000° зх. д. | Канада                     | Нунавут — проходить через півострів Мелвілл та острів Нагюттуук[en]                  |
| 65°45′ пн. ш. 84°0′ зх. д. / 65.750° пн. ш. 84.000° зх. д. | Затока Фокс                |                                                                                      |
| 65°11′ пн. ш. 84°0′ зх. д. / 65.183° пн. ш. 84.000° зх. д. | Канада                     | Нунавут — проходить через острів Саутгемптон                                         |
| 63°39′ пн. ш. 84°0′ зх. д. / 63.650° пн. ш. 84.000° зх. д. | Протока Фішер              |                                                                                      |
| 62°30′ пн. ш. 84°0′ зх. д. / 62.500° пн. ш. 84.000° зх. д. | Гудзонова затока           | Проходить західніше острова Котс, Нунавут, Канада                                    |
| 55°16′ пн. ш. 84°0′ зх. д. / 55.267° пн. ш. 84.000° зх. д. | Канада                     | Онтаріо — проходить через материк та острів Сент-Джозеф[en],                         |
| 46°6′ пн. ш. 84°0′ зх. д. / 46.100° пн. ш. 84.000° зх. д.  | США                        | Мічиган                                                                              |
| 45°57′ пн. ш. 84°0′ зх. д. / 45.950° пн. ш. 84.000° зх. д. | Озеро Гурон                |                                                                                      |
| 45°29′ пн. ш. 84°0′ зх. д. / 45.483° пн. ш. 84.000° зх. д. | США                        | Мічиган Огайо Західна Вірджинія Кентуккі Теннессі Північна Кароліна Джорджія Флорида |
| 30°5′ пн. ш. 84°0′ зх. д. / 30.083° пн. ш. 84.000° зх. д.  | Мексиканська затока        |                                                                                      |
| 22°41′ пн. ш. 84°0′ зх. д. / 22.683° пн. ш. 84.000° зх. д. | Куба                       | Проходить через острів Куба                                                          |
| 21°59′ пн. ш. 84°0′ зх. д. / 21.983° пн. ш. 84.000° зх. д. | Карибське море             | Проходить західніше Лебединих островів[en], Гондурас                                 |
| 15°33′ пн. ш. 84°0′ зх. д. / 15.550° пн. ш. 84.000° зх. д. | Гондурас                   |                                                                                      |
| 14°45′ пн. ш. 84°0′ зх. д. / 14.750° пн. ш. 84.000° зх. д. | Нікарагуа                  |                                                                                      |
| 10°45′ пн. ш. 84°0′ зх. д. / 10.750° пн. ш. 84.000° зх. д. | Коста-Рика                 | Проходить східніше Сан-Хосе                                                          |
| 9°20′ пн. ш. 84°0′ зх. д. / 9.333° пн. ш. 84.000° зх. д.   | Тихий океан                | Проходить західніше острова Ісла-де-Каньо[en], Коста-Рика                            |
| 60°0′ пд. ш. 84°0′ зх. д. / 60.000° пд. ш. 84.000° зх. д.  | Південний океан            |                                                                                      |
| 73°32′ пд. ш. 84°0′ зх. д. / 73.533° пд. ш. 84.000° зх. д. | Антарктида                 | Проходить через Чилійську Антарктику (претендує Чилі)                                |